# Masao Miyamoto
Masao Miyamoto (宮本 正男?, Miyamoto Masao; Wakayama, 8 gennaio 1913 – Osaka, 12 luglio 1989) è stato un esperantista giapponese.
Esperantista dal 1934 e membro di organizzazioni esperantiste di sinistra in Giappone, fu incarcerato per due anni per le sue posizioni politiche.
Prigioniero di guerra ad Okinawa, raccolse le sue esperienze nell'opera Naskitaj sur la ruino: Okinavo ("Nati sulla rovina: Okinawa").
Abbandonò negli anni 1950 il partito comunista. Fu editore di riviste letterarie in lingua esperanto (Prometeo, L'Omnibuso) e collaborò con altre.
È considerato un esponente di prim'ordine dell'Hajkista Klubo e del movimento esperantista giapponese.
Più volte premiato in concorsi letterari dell'Associazione universale esperanto, ha vinto il premio Ossaka nel 1973. Ha creato la parola minsaigo.

## Opere
- Kanto de l'koro (1955)
- Facilaj legaĵoj (1961)
- Infanoj de l'atombombo (traduzione 1962)
- Rakontoj de Oogai (traduzione 1962)
- Esperanto-japana vortaro|Nova vortaro E-japana (1963)
- La obstino (traduzione 1964)
- El japana literaturo (traduzione 1965)
- Japana kvodlibeto (1965)
- Kvin virinoj de amoro (traduzione 1966)
- Pri arto kaj morto (novelle 1967)
- El la vivo de Syunkin (traduzione 1968)
- El Manjoo (traduzione 1971)
- Invit' al japanesko (raccolta di poesie 1971)
- Utaaro de Takuboku (traduzione 1974)
- Historieto de la japana E-movado (1975)
- Naskitaj sur la ruino: Okinavo (romanzo 1976)
- El la japana moderna poezio (traduzione 1977)
- Sarkasme kaj entuziasme (saggi 1979)
- Skiza historio de la utao (saggio 1979)
- Hajka antologio (traduzione 1981)
- La morta suito (romanzo biografico 1984)
- Japanaj vintraj fabeloj, SAT, 1989

### Opere in giapponese
- Historio de la japana kontraŭreĝima Esperanto-movado, 1974, con Ooshima Joshio